# Charlotta Bass
Charlotta Amanda Spears Bass, född 14 februari 1874, död 12 april 1969, var en amerikansk pedagog, tidningsutgivare och aktivist för medborgerliga rättigheter.
Hon engagerade sig i en mängd frågor, bland annat rätten till bostad, rösträtt och arbetares rättigheter, liksom polisbrutalitet och trakasserier. Bass tros vara den första afroamerikanska kvinnan som ägde och drev en tidning i USA. hon publicerade tidningen California Eagle från 1912 till 1951.
1952 blev Bass den första afroamerikanska kvinnan att nomineras till vicepresident, som kandidat för Progressiva partiet.
På grund av hennes aktiviteter anklagades Bass upprepade gånger för att vara medlem i kommunistpartiet. För detta fanns det inte några bevis och Bass själv förnekade det upprepade gånger. 
Bass övervakades av FBI, som fortsatte se på henne som ett potentiellt säkerhetshot fram till att hon var i nittioårsåldern.